# كيفيدوس
كيفيدوس (بالبرتغالية: Quevedos‏)؛ بلدية تقع في الجزء الغربي الأوسط من ولاية ريو غراندي دو سول في البرازيل. يبلغ عدد سكانها 2816 نسمة بحسب تقديرات عام 2015، في حن تصل مساحتها إلى 543,36 كيلومتر مربع. كما تقع غرب العاصمة بورتو أليغري، وشمال شرق بلدة أليجريت.